# Ernst Haffner
Ernst Haffner (* um 1900; † nach 1938) war ein deutscher Schriftsteller.

## Leben
Über Haffner ist bislang nur wenig bekannt. Zwischen 1925 und 1933 arbeitete er in Berlin als Sozialarbeiter und Journalist. Nach der Machtergreifung durch die NSDAP wurde er 1938 noch einmal zur Reichsschrifttumskammer zitiert, danach verliert sich seine Spur.

## Werk
Von Haffner ist nur ein einziges Buch bekannt, die 1932 in einer Auflage von 5000 Stück im Verlag von Bruno Cassirer erschienene Jugend auf der Landstraße Berlin, eine „Zusammenstellung von Reportagen“ in Romanform. Das Buch wurde namentlich von Siegfried Kracauer in der Frankfurter Zeitung gelobt.
Das Werk beschreibt erzählend das Leben von obdachlosen Jugendlichen in Berlin, die ums nackte Überleben kämpfen, und bieten damit einen Einblick in eine Welt, die damals bis auf wenige Ausnahmen nicht Gegenstand von Literatur war. Eine größere Rolle spielt im Buch die Angst vor oder die Flucht aus einer Erziehungsanstalt, der „Fürsorge“, die von Haffner aus seiner Kenntnis und Perspektive als Sozialarbeiter als repressiver Ort beschrieben wird. Auffällig ist die Abwesenheit der parteipolitischen Straßenkämpfe im Berlin der Zeit nach der Weltwirtschaftskrise. Nach Ansicht des Verlegers Peter Graf wollten die obdachlosen Jugendlichen „einfach nur überleben“. In der Beschreibung der Flucht eines der Protagonisten auf der Achse eines Schnellzugs zwischen dem Rheinland und Berlin spielt Haffner auf die Vagabundenbewegung an, die sich als anarchistische Bewegung von Landstreichern und Vagabunden nach 1929 international formiert hatte. Auf die „Gegenseitige Hilfe“ als wichtiges Prinzip der Vagabundenbewegung spielt im Buch auch der Spitzname „Ewige Hilfe“ für eine Berliner Obdachlosenunterkunft an.
Das Buch fiel 1933 der Bücherverbrennung durch die Nationalsozialisten zum Opfer. Es wurde 2013 im Metrolit Verlag und 2015 im Aufbau Verlag unter dem Titel Blutsbrüder neu aufgelegt.

## Ausgaben
- Ernst Haffner: Jugend auf der Landstraße Berlin. B. Cassirer, Berlin 1932.
  - Neuausgabe als  Ernst Haffner: Blutsbrüder: Ein Berliner Cliquenroman. Walde & Graf, Metrolit, Berlin 2013, ISBN 978-3-8493-0068-5.[7]
  - Gleichnamige Ausgabe in der  Büchergilde Gutenberg, Frankfurt 2014, ISBN 978-3-84930068-5.
  - Gleichnamige Audio-CD, Sprecher Ben Becker. Argon Verlag, Berlin 2013, ISBN 978-3-83981294-5. (Ungekürzt, 348 Min. Interview mit dem Sprecher über den Roman auf den Verlagsseiten (Video).)
    - Gleichnamiges Taschenbuch: Aufbau Verlag, Berlin 2015, ISBN 3-74663069-X.

## Theater-Fassung
- Thomas Martin. Regie: Sebastian Klink. Volksbühne Berlin, Repertoire